# Michael Wolf (Mathematiker)
Michael Wolf (* 29. Januar 1960 in Philadelphia, Pennsylvania) ist ein US-amerikanischer Mathematiker und Hochschullehrer an der Rice University.
Michael Wolf studierte Mathematik und Philosophie an der Yale University mit dem Bachelor-Abschluss 1981 und wurde 1986 an der Stanford University bei Steven Kerckhoff promoviert (The Teichmüller Theory of Harmonic Maps). Als Post-Doktorand war er von 1986 bis 1988 Moore-Instructor am MIT. 1988 wurde er Assistant Professor, 1993 Associate Professor und 1999 Professor an der Rice University, an der er von 2005 bis 2009 der Mathematikfakultät vorstand. 1993/94 war er Forschungsprofessor am MSRI und 1995 und 2015 war er dort Mitglied. 2013 war er Gastprofessor an der Tsinghua-Universität und 2005 an der Universität Tours. 1995 war er Mitglied des Max-Planck-Instituts für Mathematik in Bonn.
Wolf befasst sich mit geometrischer Analysis und globaler Differentialgeometrie, Teichmüller-Theorie, Harmonischen Abbildungen und Minimalflächen. Mit David Allen Hoffman und Matthias Weber fand er eine neue vollständige eingebettete Minimalfläche im euklidischen dreidimensionalen Raum, eine „Geschlecht-1-Helikoide“, die anschaulich wie eine längs einer Achse unendlich fortgesetzte Spiralfläche (eigentlich eine Doppelspirale) aussieht mit einem Loch bzw. Tunnel im Zentrum eines Blattes. Sie hat topologisches Geschlecht 1 mit einem Ende, also die Topologie eines punktierten Torus, und das Ende ist asymptotisch zu einer Helikoide. Vorher waren nur die Ebene und die Helikoide als Beispiele solcher Minimalflächen bekannt. Beide haben Genus 0 (und sind nach William Meeks III. und Harold William Rosenberg die einzigen solchen Flächen). Dabei bedeutet eingebettet geometrisch, dass sie sich nicht selbst schneidet und vollständig, dass sie unendlich ausgedehnt ist ohne Rand. Ein Computermodell dieser Fläche war schon in den 1990er Jahren erstellt worden (David Hoffman, Fusheng Wei, Hermann Karcher), aber der mathematische Beweis fehlte, dass die Fläche im Fall Genus 1 sich nicht selbst schneidet. Damals fanden Hoffman und Kollegen sogar eine ganze Familie solcher Flächen mit beliebigem endlichem topologischen Geschlecht (allerdings ebenfalls ohne Beweis).
Er gehört zum Herausgebergremium des Bulletin of the American Mathematical Society (2016). Von 1991 bis 1995 war er Sloan Research Fellow. 2012 wurde er Fellow der American Mathematical Society.

## Schriften
- The Teichmüller Theory of Harmonic Maps, J. Differential Geom., Band 29, 1989, S. 449–479.
- Infinite  Energy  Harmonic  Maps  and  Degeneration  of  Hyperbolic Surfaces in Moduli Space, J. Differential Geom., Band 33, 1991, S. 487–539
- mit Scott Wolpert: Real Analytic Structures on the Moduli Space of Curves, Amer. J. Math., Band 114, 1992, S. 1079–1102.
- mit Howard Masur: Teichmüller space is not Gromov hyperbolic, Ann.Acad. Sci. Fenn., Band 20, 1995, S. 259–267
- mit Robert Hardt: Harmonic extensions of quasiconformal maps to hyperbolic space, Indiana J. Math., Band 46, 1997, S. 155–163
- Measured Foliations and Harmonic Maps of Surfaces, J. Differential Geom., Band 49, 1998, S. 437–467.
- mit  Matthias  Weber: Teichmüller  Theory  and  Handle  Addition  for Minimal Surfaces, Annals of Mathematics, Band 156, 2002, S. 713–795.
- mit Matthias Weber: Minimal Surfaces of Least Total Curvature and Moduli  Spaces  of  Plane  Polygonal  Arcs,  Geom. and  Funct.  Anal., Band 8, 1998, S. 1129–1170.
- mit Matthias Weber, David Allen Hoffman: An embedded genus-one helicoid, Annals of Mathematics, Band 169, 2009, S. 347–448 (und Proc. Nat. Acad. USA, Band 102, 2005, S. 16566–16568)
- mit Benson Farb: Harmonic splitting of surfaces, Topology, Band 40, 2001, S. 1395–1414
- Flat structures, Teichmüller theory and handle addition for minimal surfaces, in: D. Hoffman (Hrsg.), Proc. Clay Institute 2001 Summer School on the global theory of minimal surfaces, AMS 2005